# 曲久辉
曲久辉（1957年10月1日—），吉林农安人，汉族，中国工程院环境与轻纺工程学部院士、第十二届全国人民代表大会吉林地区代表。
1982年毕业于吉林大学化学系，获学士学位。1992年毕业于哈尔滨建筑工程学院市政工程专业，获博士学位。1986年加入中国共产党。2013年，被选为全国人大代表。